# La Trinidad, Dolores Hidalgo
La Trinidad är en ort i Mexiko.   Den ligger i kommunen Dolores Hidalgo och delstaten Guanajuato, i den centrala delen av landet, 270 km nordväst om huvudstaden Mexico City. La Trinidad ligger 1 975 meter över havet och antalet invånare är 347.
Terrängen runt La Trinidad är platt åt nordost, men åt sydväst är den kuperad. Runt La Trinidad är det ganska tätbefolkat, med 93 invånare per kvadratkilometer. Närmaste större samhälle är Dolores Hidalgo, 6,0 km öster om La Trinidad. Trakten runt La Trinidad består i huvudsak av gräsmarker.